# Olha Semenova
Olha Jurijivna Semenova (ukrainska: Ольга Юріївна Семенова; ryska: Olga Semjonova), född den 6 oktober 1964 i Leningrad i Ryska SFSR i Sovjetunionen (nu Sankt Petersburg i Ryssland), är en ukrainsk sovjetisk före detta handbollsspelare.
Hon ingick i det sovjetiska lag som tog OS-brons i damernas turnering i samband med de olympiska handbollstävlingarna 1988 i Seoul.